# Kalkaska
Kalkaska [kælˈkæskə] är administrativ huvudort i Kalkaska County i den amerikanska delstaten Michigan. Enligt 2010 års folkräkning hade Kalkaska 2 020 invånare.